# Team Gerolsteiner/2003
Deze pagina geeft een overzicht van de renners en de prestaties van de Duitse wielerploeg Team Gerolsteiner in 2003.

## Algemeen
| Sponsor - Gerolsteiner, een Duitse mineraaldrank Algemeen manager - Renate Holczer | Ploegleider - Hans-Michael Holczer Assistenten - Rolf Gölz - Christian Henn - Reimund Dietzen | Fietsmerk - Wilier Triestina (Shimano) |

## Renners
| Naam              | Geboortedatum | Nationaliteit | Ploeg 2002       |
| ----------------- | ------------- | ------------- | ---------------- |
| Udo Bölts         | 10-08-1966    | Duitsland     | Telekom          |
| Daniele Contrini  | 15-08-1974    | Italië        |                  |
| Gianni Faresin    | 16-07-1965    | Italië        |                  |
| Robert Förster    | 27-01-1978    | Duitsland     | Team Nürnberger  |
| Uwe Hardter       | 14-01-1977    | Duitsland     |                  |
| René Haselbacher  | 15-09-1977    | Oostenrijk    |                  |
| Stefan Heiny      | 09-07-1982    | Duitsland     | -                |
| Sven Krauss       | 06-01-1983    | Duitsland     |                  |
| Sebastian Lang    | 15-09-1979    | Duitsland     |                  |
| Peter Magyarosi   | 09-01-1981    | Duitsland     | -                |
| Torsten Nitsche   | 22-05-1977    | Duitsland     | Saeco            |
| Volker Ordowski   | 09-11-1973    | Duitsland     |                  |
| Uwe Peschel       | 04-11-1968    | Duitsland     |                  |
| Olaf Pollack      | 20-09-1973    | Duitsland     |                  |
| Ellis Rastelli    | 18-01-1975    | Italië        |                  |
| Davide Rebellin   | 09-08-1971    | Italië        |                  |
| Michael Rich      | 23-09-1969    | Duitsland     |                  |
| Matthias Russ     | 14-11-1983    | Duitsland     | -                |
| Torsten Schmidt   | 18-02-1972    | Duitsland     |                  |
| Ronny Scholz      | 24-04-1978    | Duitsland     |                  |
| Marcel Strauss    | 15-08-1976    | Zwitserland   |                  |
| Georg Totschnig   | 25-05-1971    | Oostenrijk    |                  |
| Gerhard Trampusch | 11-08-1978    | Oostenrijk    | Mapei-Quick·Step |
| Fabian Wegmann    | 20-06-1980    | Duitsland     |                  |
| Steffen Weigold   | 09-04-1979    | Duitsland     |                  |
| Peter Wrolich     | 30-05-1974    | Oostenrijk    |                  |
| Markus Zberg      | 27-06-1974    | Zwitserland   | Rabobank         |

## Overwinningen
| - Ronde van Rhodos Proloog: Sebastian Lang - Parijs-Nice 2e etappe: Davide Rebellin - Ronde van Nedersaksen 1e etappe (a): Michael Rich 2e etappe: Ronny Scholz 3e etappe: Olaf Pollack - Rund um den Henninger-Turm Winnaar: Davide Rebellin - Ronde van Beieren 1e etappe (a): Michael Rich Eindklassement: Michael Rich - Ronde van Duitsland 7e etappe: Olaf Pollack | - Nationale kampioenschappen Duitsland (tijdrit): Michael Rich Oostenrijk (wegwedstrijd): Georg Totschnig - GP Citta di Rio Saliceto Winnaar: Fabian Wegmann - Ronde van Saksen 1e etappe (b): Daniele Contrini 2e etappe: Fabian Wegmann Eindklassement: Fabian Wegmann - LuK Challenge Chrono Winnaars: Sebastian Lang en Michael Rich - Rothaus Regio-Tour 2e etappe (b): Ronny Scholz - Ronde van Denemarken Eindklassement: Sebastian Lang | - Groningen-Münster Winnaar: Robert Förster - GP Eddy Merckx Winnaars: Uwe Peschel en Michael Rich - Ronde van Rheinland-Pfalz 1e etappe: Robert Förster 5e etappe: René Haselbacher - Grote Landenprijs Winnaar: Michael Rich - GP Industria & Commercio di Prato Winnaar: Davide Rebellin - Chrono des Herbiers Winnaar: Michael Rich |

1998 · 1999 · 2000 · 2001 · 2002 · 2003 · 2004 · 2005 · 2006 · 2007 · 2008